# Kreditklemme
Unter Kreditklemme (auch Kreditknappheit oder Kreditkrise; englisch credit crunch) versteht man in der Wirtschaft eine unzureichende oder ausbleibende Kreditvergabe an Nichtbanken durch Kreditinstitute, die nicht auf der Höhe des Kreditzinses und/oder der mangelnden Bonität der Kreditnehmer beruht.

## Allgemeines
Das Kreditgeschäft der Kreditinstitute besteht darin, einem Kreditnehmer Kredite zu gewähren, wenn dieser die Kreditbedingungen (insbesondere Kreditwürdigkeit, Stellung etwaiger Kreditsicherheiten, Zahlung von Kreditzins und Tilgung) zu erfüllen imstande ist. Dann trifft auch makroökonomisch die Kreditnachfrage der Kreditnehmer auf entsprechendes Kreditangebot der Kreditgeber, und das Kreditvolumen erhöht sich. Die Kreditnachfrage ist niedrig, wenn das Zinsniveau zu hoch ist, oder das Kreditangebot ist gering, wenn die Bonität der Kreditnehmer zu schwach ist. Führen diese beiden Faktoren zur Verminderung des Kreditangebots, so liegt keine Kreditklemme vor. Wenn die Banken ihre Kreditzinsen erhöhen oder das Kreditangebot als Reaktion auf eine gestiegene Ausfallwahrscheinlichkeit rationieren (Kreditrationierung), so ist dies nachfragebedingt und nicht auf das Kreditangebot zurückzuführen.
Es gibt jedoch auch Situationen, in denen kein Kreditvertrag zustande kommt. Das kann an den Kreditnachfragern liegen, wenn diese etwa nicht kreditwürdig sind oder zwar kreditwürdig, aber nicht die übrigen Kreditbedingungen erfüllen können oder wollen. Andererseits können auch die Banken als Kreditanbieter in eine Lage geraten, keine Kredite gewähren zu können oder zu wollen, obwohl die Kreditnehmer die Kreditbedingungen erfüllen könnten. Dies ist die Ausgangssituation einer Kreditklemme.
So beschrieb 1991 der amerikanische Ökonom und (spätere) ehemalige Präsident des Federal Reserve Board Ben Bernanke die Kreditklemme als eine im betrachteten Konjunkturzyklus ungewöhnlich starke Verringerung des Kreditangebots, die weder auf den realen Kreditzins noch auf die Qualität eines Kreditnehmers zurückzuführen ist. Das Council of Economic Advisers sah 1992 eine Kreditklemme, wenn die Kreditversorgung niedriger ist, als dies unter Berücksichtigung der Zinssituation und der Investitionsrendite zu erwarten wäre. Für die Deutsche Bundesbank muss die Einschränkung des Kreditangebots quantitativ so bedeutsam sein, dass sie ein maßgebliches Konjunkturrisiko begründet.

## Geschichte
Bereits John Maynard Keynes beschrieb 1931 eine temporäre Zurückhaltung der Banken bei der Kreditvergabe in dem Bewusstsein, dass ein Teil ihrer Kredite „eingefroren“ (englisch frozen) sei und sie ein größeres latentes Kreditrisiko trügen als sie freiwillig zu tragen bereit seien. Deshalb wären die Banken weniger willens als im Normalfall, neue Kredite zu gewähren. Seitdem galt die Kreditklemme als normaler Bestandteil eines Konjunkturzyklus. Die Verschärfung zur Great Depression in den 1930ern sah Ben Bernanke in maßgeblichem Zusammenhang zu der damals wirkenden Kreditklemme. Sogar der Börsencrash 1929 wurde teilweise in ursächlichen Zusammenhang gerückt. Aus der Deutschen Bankenkrise von 1931 zog Hans Gestrich († 1943) den Schluss, dass „der Staat den Zusammenbruch der großen Geschäftsbanken keinesfalls geschehen lassen darf, weil das gleichbedeutend wäre mit der Zerstörung eines Teils des Zahlungsmittelsystems und unabsehbaren Zerstörungen in der Wirtschaft - einem plötzlichen Deflationsschock für die gesamte Volkswirtschaft.“
Im Jahre 1978 kam der Begriff Kreditrationierung auf, bei der die Kreditnachfrage unerfüllt blieb, obwohl der Kreditnehmer den Marktzins zu zahlen und die Kreditbedingungen zu erfüllen bereit wäre. Erst ab 1986 betrachtete die Fachliteratur die Kreditklemme nicht mehr als integrierten Bestandteil eines Konjunkturverlaufs, sondern als spezifische Kreditkrise, die auf dem Aufeinandertreffen von gesamtwirtschaftlicher Expansion mit fehlender Liquidität im Finanzwesen beruhe. Eine Kreditklemme gilt als wesentliche Ursache der Rezession in den USA in den Jahren 1990/1991. Immer wieder wurde die Kreditklemme thematisiert, wenn Finanzkrisen wie die Finanzkrise ab 2007 aufkamen, wo anfangs kreditnehmerbedingte Probleme bestanden.
Vor diesem Hintergrund besteht insbesondere die Gefahr, dass die Kreditinstitute die Anzahl und die Höhe der Unternehmenskredite insgesamt verringern.

## Ursachen
Sinkt in einer Rezession die Kreditnachfrage insbesondere wegen des steigenden Kreditzinses, liegt keine Kreditklemme vor. Dann erhöhen die Banken zum Risikoausgleich ihre Kreditmargen und/oder ihre Bonitätsanforderungen etwa durch Kreditsicherheiten, was die Kreditnachfrage dämpft. Vielmehr muss es zu Kreditangebotsrestriktionen durch Kreditinstitute kommen, die weder zins- noch bonitätsbedingte Ursachen haben (Angebotslücken). Ursachen im Bankensektor können sein:
- verschlechterte Refinanzierungsbedingungen:
  - Die Zentralbank betreibt eine restriktive Geldpolitik,
  - den Geschäftsbanken fehlt eine ausreichende Refinanzierung auf dem Interbankenmarkt,
  - die Refinanzierungskosten steigen.

Die beiden letzteren Ursachen sind die Hauptursachen der Kreditklemme. Restriktive Geldpolitik, etwa die Reduktion der Notenbankfähigkeit gewisser Wertpapiere (Liquiditätssaldo), verringert die Möglichkeit der aktiven Giralgeldschöpfung durch die Geschäftsbanken, was deren Kreditangebot auf dem Kreditmarkt verringert.
- Liquiditätsrisiko:

Aus der verschlechterten Fristentransformation erwächst den Kreditinstituten ein steigendes Liquiditätsrisiko, das durch verspäteten oder ausbleibenden Kapitaldienst der Kreditnehmer noch erhöht wird.
- Bankenaufsichtsrechtliche Gesetzgebung:

Gesetzliche Kreditrestriktionen (wie die Mindesteigenkapitalanforderungen für Kreditrisiken in der Kapitaladäquanzverordnung) schränken die Kreditgewährung allgemein (Großkredite, Millionenkredite) und kreditnehmerspezifisch (Verschlechterung des Ratings) ein und/oder verlangen höhere Risikopositionswerte. Die Deutsche Bundesbank stellte seit Herbst 2008 in der deutschen Kreditwirtschaft ein „Deleveraging“, also die Reduzierung des Kreditvolumens in der Bankbilanz, fest. Das Deleveraging (etwa durch Kredithandel, Verkauf von Transferable Loan Facilities) ist die Folge gesetzlicher Kreditrestriktionen. Gleichzeitig führt die restriktive Gesetzgebung zur Unterkapitalisierung der Kreditinstitute, weil die Eigenmittelanforderungen zur Zeit unerwarteter Wertminderung der Aktiva (wie beispielsweise Abschreibungen von Wertpapieren, typischerweise auch – wie 1931 – Ausfälle von Kreditforderungen), was die Kreditinstitute selbst bei ausreichender Refinanzierungsmöglichkeit grundsätzlich vorsichtiger werden, also weniger Kredite vergeben lässt.

## Gesetzliche Kreditrestriktionen
Otto Christian Fischer schlug in der Bankenquete vom November 1934 erstmals vor, die vertretbare Höhe der Einzelkredite vom Eigenkapital einer Bank abhängig zu machen. So sah dann § 12 KWG a. F. vom 5. Dezember 1934 erstmals im Rahmen einer Großkreditregelung vor, dass die Evidenzzentrale der Reichsbank Großkredite ab 1 Million Reichsmark zu erfassen hatte. Damit gab es erstmals eine Meldepflicht für Kredite. Die Gesetzesbegründung beklagte, dass „der Großkredit in allen Zweigen des Kreditgewerbes übertrieben gepflegt“ werde und deshalb eine Quelle für Kapitalfehlleitungen und Kapitalverluste darstelle. Für die Deutsche Bundesbank war schließlich „erwiesen, dass die weit überwiegende Zahl der Bankinsolvenzen seit 1962 im Zusammenhang mit uneinbringlich gewordenen Großkrediten stand“. Damit gilt der Großkredit als erste Kreditkontingentierung, die das Kreditangebot der Kreditinstitute einschränkt.
Gesetzliche oder sonstige bankaufsichtsrechtliche quantitative oder qualitative Begrenzungen der Kreditvergabe durch Kreditinstitute sind hinzunehmen und müssen umgesetzt werden. Wenn dies zu einer Einschränkung der Kreditvergabe führt, ist dies nicht von den Kreditinstituten zu verantworten.
Seit Januar 2007 gilt in allen EU-Mitgliedstaaten ein verschärftes Bankenaufsichtsrecht. Die ursprüngliche Solvabilitätsverordnung griff massiv in das Kreditgeschäft ein, indem sie sowohl auf die Kreditart als auch auf die Art des Kreditnehmers bezogene Klassifizierungen von Risikopositionen einführte und auch Ratingmigrationen berücksichtigte. Diese Bestimmungen übernahm ab Januar 2014 die Kapitaladäquanzverordnung (englische Abkürzung CRR). Die hier in Art. 429 Abs. 2 CRR vorgesehene Leverage Ratio stellt das gesamte Kreditgeschäft dem Kernkapital gegenüber, so dass bei knappem Kernkapital nur noch selektiv Kredite gewährt werden können. Unterschreitet die ungewichtete Eigenmittelquote den Schwellenwert von 3 %, müssen Kreditinstitute entweder ihr Kreditgeschäft reduzieren (etwa durch Kredithandel) oder ihr Eigenkapital erhöhen. Diese aufsichtsrechtliche Untergrenze für die ungewichtete Eigenmittelquote begrenzt das maximal mögliche Geschäftsvolumen auf das etwa 33,3-Fache des vorhandenen Kernkapitals. Daher kann die Leverage Ratio zu Verknappungen des Kreditangebots beitragen.
Die seit Januar 2007 geltende Liquiditätsverordnung verlangt von den Kreditinstituten jederzeit ausreichende Liquidität, die sie – bei gegebener Refinanzierung – durch Berücksichtigung hochliquider Aktiva (zu denen nicht das Kreditgeschäft gehört) erreichen können. Diese Liquidität 1. Grades ist auch durch Einschränkung des Kreditangebotes und Aktivtausch erfüllbar.

## Risikogewichtete Aktiva und Ratingproblem

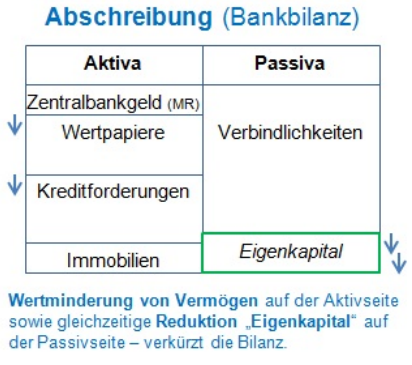
Minderung von Solvabilität sowie Liquiditätsquote.

Aufsichtsrechtlich von besonderer Bedeutung ist die Kernkapitalquote, deren Höhe nicht nur von der absoluten Höhe des anerkennungsfähigen Eigenkapitals abhängt, sondern vor allem von den risikogewichteten Aktiva, also insbesondere von Kreditbeständen der Kreditinstitute. Verschlechtert sich das Rating innerhalb der risikogewichteten Aktiva, dann vermindert sich auch die Kernkapitalquote bei sonst unveränderten Verhältnissen und reduziert die Möglichkeit zu weiterer Kreditvergabe. Um die Kernkapitalquote wieder zu erhöhen, müssen die Kreditinstitute entweder die Risikoaktiva verringern oder ihr Kernkapital erhöhen.
Bei Konjunkturrückgängen werden die Anforderungen an Eigenkapitalunterlegung erhöht, obwohl zur Belebung der Konjunktur die Erhöhung des Kreditangebotes erforderlich wäre. In konjunkturell guten Zeiten werden wiederum die Unterlegungspflichten infolge von Heraufstufungen der Schuldner gemindert. Die Eigenkapitalvorschriften wirken also prozyklisch, denn sie verstärken gute wie auch schlechte Phasen. Diese prozyklische Wirkung ist mit der Gefahr verbunden, dass die Banken in der Rezession oder gar ausgeprägten Konjunkturkrisen tendenziell zu wenig Kredite vergeben und in Boomjahren möglicherweise zu leichtfertig Darlehen gewähren (siehe auch Bubble Economy, siehe auch Maximalbelastungstheorie).

## Systemrelevanz
Eine Kreditklemme reduziert die Einnahmen in der Wirtschaft, die (zukünftigen) Ertragssaussichten sinken, Investitionen werden zurückgestellt und auch insofern weniger Kredit nachgefragt. Wenn die gewohnten Einnahmen von Bankschuldnern so weit sinken, dass diese ihre Bankverbindlichkeiten nur unzureichend bedienen können, entwertet dies die Kreditforderungen in den Bankbilanzen weiter und die deshalb sinkende Eigenkapitalquote verschärft die Kreditklemme. Eine Erhöhung der Auflagen (Eigenkapitalquoten) für europäische Kreditinstitute (Basel III) wird insofern auch nicht einzig positiv bewertet.
Besteht eine Kreditklemme oder wird diese vom Bankensystem befürchtet, wird die Kreditvergabe stärker rationiert und die Bonität potenzieller Kreditnehmer strenger geprüft. Bestehen Bankkunden die Bonitätsprüfung nicht, wird von Seiten des Bankensektors gerne darauf hingewiesen, dass von einer Kreditklemme nicht zu sprechen ist, wenn Kunden über mangelnde Bonität verfügen und Kreditgewährung insofern abzulehnen ist bzw. wenn Kreditstandards in konjunkturellen Schwächephasen generell verschärft werden (müssen). Die makroökonomische Interdependenz bleibt dabei ausgeblendet.

### Gegenmaßnahmen
Eine Kreditklemme hat makroökonomische Folgen – häufig trotz Niedrigzinspolitik. Auch die Gründung von Bad Banks zielt darauf ab, das Eigenkapital der Banken zu entlasten und insofern die Kreditvergabe zu erleichtern. Im Oktober 2008 wurde im Rahmen des deutschen Finanzmarktstabilisierungsgesetzes das für deutsche Banken gültige Insolvenzrecht befristet (bis 31. Dezember 2013) gelockert und im November 2012 die Entfristung beschlossen.

#### Vollzuteilungspolitik
Die Deutsche Bundesbank gab 2010 an: „Viele Unternehmen stellten Investitionen zurück oder konnten geplante Investitionen mangels Bankkrediten nicht finanzieren. Das löste in vielen Ländern rund um den Globus einen ungewöhnlich scharfen Einbruch der Wirtschaftstätigkeit aus. Zum Beispiel ging das deutsche Bruttoinlandsprodukt (BIP) im Jahr 2009 um 5,2 Prozent zurück.“ „Um Liquiditätsengpässe im internationalen Zahlungsverkehr zu verhindern, ging das Eurosystem im Zuge der Krise auf eine Vollzuteilungspolitik über - dass Banken die Vergabe von Krediten an die Wirtschaft nicht einschränken, um also eine Kreditklemme zu vermeiden.“

## Wirtschaftliche Aspekte
Um eine Kreditklemme handelt es sich mikroökonomisch, wenn auf dem Kreditmarkt das Kreditangebot der Kreditinstitute geringer ist als die Kreditnachfrage, was sich in einer generellen und flächendeckenden Einschränkung des Kreditangebots zeigt und über den normalen zyklischen volkswirtschaftlichen Umfang hinausgeht. Es liegt eine Angebotslücke vor, die zunächst zu einer Erhöhung des Kreditzinses führt und durch die höheren Kapitalkosten der Investoren einen Rückgang der Investitionen und schließlich eine Rezession auslösen kann. 
Eine Kreditklemme führt zu einer zu geringen Kreditversorgung der Wirtschaft. Sie behindert geplante Investitionen oder schwächt die Liquidität der Nichtbanken. Wächst das Angebot an Bankkrediten schwächer als die Kreditnachfrage, besteht das Marktrisiko, dass das zurückbleibende Kreditangebot die gesamtwirtschaftliche Aktivität dämpft, was einen Aufschwung verzögern oder im Extremfall verhindern könnte. Damit kann eine Kreditklemme zu einer Rezession beitragen oder diese verschärfen, was im schlechtesten Fall zur Insolvenz von Wirtschaftssubjekten (Unternehmen, Privathaushalte) führen kann. Dies verstärkt die Rezession und damit die Kreditrisiken der Banken, die ihren Attentismus bei der Kreditvergabe weiter verschärfen. Während einer Kreditklemme sinkt die Kernkapitalquote der Banken, dagegen steigt die Eigenkapitalquote der Nichtbanken, weil diese verstärkt auf Eigenfinanzierung zurückgreifen müssen und ihnen die Kreditklemme den Zugang zur Fremdfinanzierung versperrt.
Von einer Kreditklemme sind insbesondere kleine und mittlere Unternehmen (KMU) betroffen, weil Großunternehmen eine größere Palette von Finanzierungsinstrumenten (Kapitalmarkt, Internationaler Kreditverkehr) zur Verfügung steht und ihre Eigenkapitalquote tendenziell höher liegt. Die geringere Eigenkapitalquote der KMU bedingt eine höhere Fremdfinanzierung und damit für Banken ein höheres Kreditrisiko.